# ユニバーシティパーク空港
ユニバーシティパーク空港（ユニバーシティパークくうこう、University Park Airport、IATA: SCE）は、アメリカ合衆国ペンシルベニア州中央部、センター郡ベナー・タウンシップに立地する公営空港。ステートカレッジのダウンタウンから北へ約7kmに立地し、ステートカレッジ・ベルフォントの両町、およびその周辺地域の空の玄関口となっている。空港はペンシルベニア州立大学が所有しているが、その運営はセンター郡空港局によって行われている。

## 歴史
ユニバーシティパーク空港は1958年に、ペンシルベニア州立大学の所有していた土地に建設された。その2年後には地元企業によって滑走路の延伸工事が行われ、商用航空機も発着できるようになったが、しばらくは定期旅客便には恵まれなかった。1978年、地元実業家はセンター郡航空局を再生させ、ペンシルベニア州立大学から土地をリースさせ、仮ターミナルとしてトレーラーを設置させた。その後アルゲイニー航空（現USエアウェイズ）の便がこの空港に就航した。正規のターミナルビルは1984年に完成した。その後1993年にターミナルビルの改装が行われ、1999年には滑走路の長さが現在の6,701フィート（2,042m）に延長された。2001年には、空港にゼネラル・アビエーション用の格納庫が設置された。

## 就航路線
- アレジアント航空 : オーランド/サンフォード、クリアウォーター
- アメリカン・イーグル : シカゴ/オヘア、フィラデルフィア
- デルタ・コネクション : デトロイト
- ユナイテッド・エクスプレス : シカゴ/オヘア、ニューアーク

これらの定期便のほか、空港はチャーター便などのゼネラル・アビエーションにも使用されている。ゼネラル・アビエーション用のターミナルは1日24時間、週7日開かれている。